# Martín Malo
Martín Malo es una localidad española del municipio de Guarromán, perteneciente a la provincia de Jaén, en la comunidad autónoma de Andalucía.

## Historia
Hacia mediados del siglo XIX, el lugar, ya por entonces perteneciente a Guarromán, tenía contabilizada una población de 90 habitantes. La localidad aparece descrita en el decimoprimer volumen del Diccionario geográfico-estadístico-histórico de España y sus posesiones de Ultramar de Pascual Madoz de la siguiente manera:

MARTIN-MALO: ald. en la prov. de Jaen, part. jud. de la Carolina, térm. jurisd. de Guarroman, dependiente tambien en lo eclesiástico del mismo punto: tiene 20 malas casas; el terreno es de inferior calidad y de secano, y en su monte hay encinas y pocas olivas, asi como canteras de cal. prod.: cereales, aceite y bellota, aunque todo en corta cantidad; cria ganado vacuno y caza menor. pobl.: 24 vec., 90 almas.
(Madoz, 1848, p. 262)

En 2022, la entidad singular de población tenía empadronados 31 habitantes y el núcleo de población 30 habitantes.